# Sadun al-Surunbaki
Saʿdūn ibn Fath as-Surunbāqī, también conocido como Sadun al-Surunbaki  (muerto antes de 910 ) fue un líder rebelde hispanomusulmán (muladi) u hombre fuerte regional en el oeste de al-Ándalus en la segunda mitad del siglo IX. 
Existen varias opiniones sobre la etimología de su apodo "Surunbaki". Una es que deriva del árabe "السرور الباقى" (as-surūr al-bāqī), que significa "alegría persistente (eterna)". Otra interpretación ve Surunbaki como una derivación del nombre de su supuesto lugar de origen Cirembaga (cerca de Alvorge, al sur de Coimbra) o Serombeque (en Beja (Portugal)).
Al-Surunbaki era probablemente hijo de un gallego o Mozárabe Converso.
Como muchos otros descendientes de tales “Nuevos musulmanes” (Muladis) también aprovechó la oportunidad para integrarse en el sistema gobernante - en un momento en que la mayoría de la población de Andalucía, que había sido subyugada por árabes y bereberes, ya se había arabizado lingüística y culturalmente, pero religiosamente seguía siendo cristiano y predicadores cristianos fanáticos (sobre todo el Obispo Eulogio) intentaron incitar a esta población contra los musulmanes.
Bajo el gobierno del Emir Mohamed I de Córdoba, al-Surunbaki parece haber sido gobernador o al menos un funcionario administrativo de alto rango en el oeste o noroeste del emirato (zona que hoy pertenece es Portugal). En batallas defensivas contra los vikingos liderados por Björn Ironside (Björn Ragnarsson) y Hasting, al-Surunbaki sería capturado, pero fue liberada en 860 o 861 a cambio de pagar un rescate. Según el cronista Ibn Hayyan (987-1075),  Surunbaki no devolvió el dinero que había desembolsado el intermediario judío para tal rescate.
Junto con otros muladies y mozárabes descontentos, al-Surunbaki se  unió a la rebelión de Ibn Marwan, que también era de origen gallego, contra los emires omeyas e incluso unió fuerzas con el rey de Asturias Alfonso III de Asturias. Para Ibn Hayyan, la alianza de los rebeldes con los cristianos y su rey no era sólo traición, sino sobre todo shirk (idolatría).

Rebeliones en el Emirato de Córdoba (al-Ándalus) en la época de al-Surunbaki: se muestra en amarillo la zona de rebelión de Ibn Marwān (desde Mérida hasta Badajoz)

A Ṣurunbāqī a menudo se le conocía como el señor (gobernador) de Burtukal (Portucale, Porto), pero Porto cayó bajo el dominio del rey Alfonso tras el fracaso de la primera revuelta de Ibn Marwan (868). No se sabe si as-Surunbāqī gobernó hasta que los cristianos asturianos tomaron posesión de la ciudad o sólo después. En el momento de la invasión de las tropas de Alfonso III, Surunbaki estaba en la ciudad. y el rey asturiano le encomendó la construcción de una fortaleza para proteger las zonas conquistadas en la orilla sur del Duero contra los intentos musulmanes (omeyas) de reconquista. Es posible que Saʿdūn al-Surunbaki solo se uniera a la segunda revuelta de Ibn Marwan en 875 o 876. Inicialmente se atrincheraron en la fortaleza de Monsalud (Munt Shalut, cerca de Badajoz) y consiguieron derrotar al ejército del Gran Visir Hashim ibn Abd al-Aziz.  En 876, as-Surunbāqī expulsó a los bereberes leales a los omeyas ( Dinastía Banū Dānis) de  Coimbra  y participó en la ocupación de esta ciudad por las tropas de Alfonso III, con fecha 878.
Junto con Ibn Marwan, as-Surunbāqī gobernó no sólo la despoblada y devastada zona intermedia en la zona fronteriza entre los imperios cristianos y la zona musulmana, sino toda la región comprendida entre el Duero y Badajoz, es decir, Centro de Portugal y norte de Alentejo. Las fuerzas de al-Surunbaki controlaron y saquearon la zona entre Coimbra, Santarem y Beja. Dado que las incursiones de Surunbāqī desde 883 se extendieron repetidamente a la zona cristiana vecina, finalmente fue capturado y ejecutado por orden de Alfonso.
La población musulmana de Coimbra sería expulsada en el año 904.  Los descendientes de Surunbaki siguieron siendo aliados de los descendientes de Ibn Marwan. Uno de sus hijos, Masʿūd ibn Saʿdūn as-Surunbāqī, luchó contra las fuerzas del gobierno omeya y contra rivales árabes y bereberes. En nombre de Ibn Marwan, alrededor de 914 refortificó Évora, que había sido destruida (uno o dos años antes) por el sucesor de Alfonso,Ordoño II de León), y reasentó a los muladies de Badajoz y Beja, para evitar que los bereberes rivales se establezcan allí. 
No fue hasta el año 930 que los descendientes de Ibn Marwan y Ṣurunbāqī en Badajoz y Évora, respectivamente, se sometieron nuevamente al emir omeya de Córdoba.